# Challamadu, Hiriyur
Challamadu là một làng thuộc tehsil Hiriyur, huyện Chitradurga, bang Karnataka, Ấn Độ.